# Oliwiarka

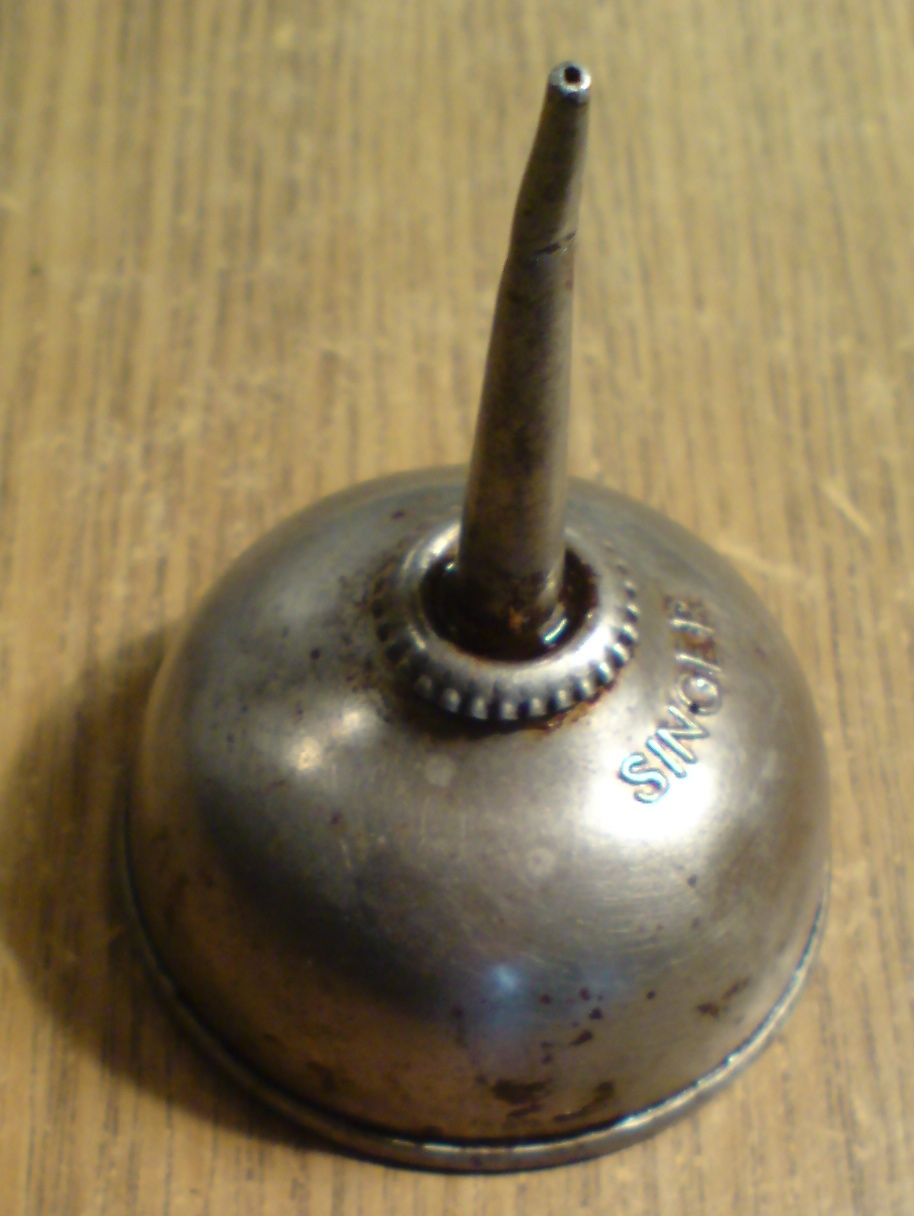
Oliwiarka do maszyny do szycia "Singer Corporation"

Oliwiarka (olejarka) – narzędzie przeznaczone do smarowania mechanizmów przy pomocy oleju. 
W najprostszej formie jest to niewielki metalowy zbiorniczek z aplikatorem w kształcie cienkiej rurki; denko zbiorniczka jest sprężystą membraną. Naciskanie denka powoduje wytłaczanie ze zbiorniczka przez rurkę kropel oleju. Większe oliwiarki mają we wnętrzu uruchamiany zewnętrzną dźwignią tłoczek, który umożliwia wypychanie ze zbiorniczka nieco większych ilości oleju.
Podobne narzędzie przeznaczone do wtłaczania do mechanizmów nie oleju, tylko smaru, nazywa się smarownicą.